# Keserű György Miklós
Keserű György Miklós (Budapest, 1967. augusztus 31. –) Széchenyi-díjas magyar kémikus, egyetemi tanár, a Magyar Tudományos Akadémia rendes tagja. Kutatási területe a gyógyszerkémia, a molekulatervezés, a gyógyszertervezés és a nagy áteresztőképességű tesztelés (HTS). A Magyar Tudományos Akadémia doktora (2003).

## Életpályája
1985-ben érettségizett a Berzsenyi Dániel Gimnáziumban. 1991-ben diplomázott a Budapesti Műszaki és Gazdaságtudományi Egyetemen vegyészmérnökként. 1994-ben Phd. fokozatot szerzett. 1999–2006 között a Richter Gedeon Nyrt.-ben a számítógépes gyógyszertervezéssel foglalkozó csoport vezetője volt. 2003-ban lett a Magyar Tudományos Akadémia doktora. 2003-ban habilitált. A Budapesti Műszaki és Gazdaságtudományi Egyetemen egyetemi magántanár lett. 2007–2012 között a Richter originális kémiai kutatásáért felelős vezetője volt. 2013–2015 között a Magyar Tudományos Akadémia Természettudományi Kutatóközpontjának főigazgatója volt. 2015-től a Budapesti Műszaki és Gazdaságtudományi Egyetem egyetemi tanára és a Természettudományi Kar Gyógyszerkémiai kutatócsoportjának vezetője. 2016-tól a Royal Society of Chemistry ’Fellow’ tagja. 2019-ben a Magyar Tudományos Akadémia levelező, 2025-ben rendes tagjává választották. 2023-tól az Academia Europeae tagja.

### Munkássága
Kutatási területe a gyógyszerkémia, a molekulatervezés, a gyógyszertervezés és a nagy áteresztőképességű tesztelés (HTS). Gyógyszerkutatási tevékenysége során több mint 30 szabadalmi bejelentésben szerepelt feltalálóként, közreműködésével tíz eredeti gyógyszerjelölt jutott el humán klinikai kipróbálásig. Hozzájárult az antipszichotikus hatású Cariprazine felfedezéséhez, amelyet az Egyesült Államokban és az Európai Unióban is engedélyeztek.

## Művei
- Total Synthesis of Plagiochins C and D, Macrocyclic Bis(bibenzyl) Constituents of Plagiochila acantophylla (1992)
- The influence of lead discovery strategies on the properties of drug candidates (2009)
- A gyógyszerkutatás kémiája (2011)
- Discovery of Subtype Selective Janus Kinase (JAK) Inhibitors by Structure-Based Virtual Screening (2016)

## Díjai
- Földi Zoltán-díj (1995)
- Akadémiai Ifjúsági Díj (Magyar Tudományos Akadémia) (1996)
- Kisfaludy Lajos-díj (1999)
- Oláh György-díj (2001)
- Kajtár Márton-díj (2002)
- Akadémiai Kiadó Nívódíja (2006, 2012)
- Akadémiai Jutalomérem (2014)
- Overton-Meyer díj (2014)
- Gábor Dénes-díj (2020)
- Széchenyi-díj (2022)